# Theaterplatz (Dresde)

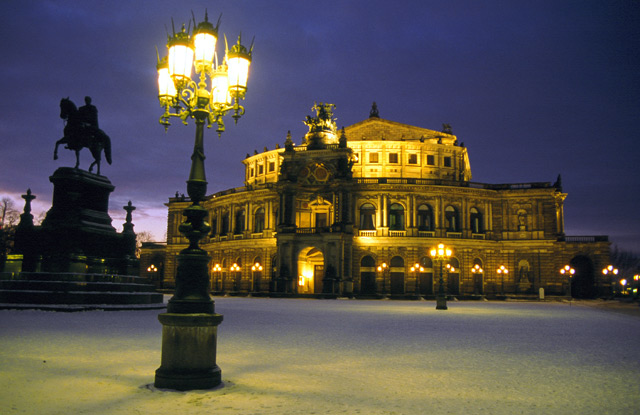
Semperoper.

Theaterplatz ("Plaza del Teatro" en alemán) es una plaza histórica situada en la parte oeste de la Altstadt de la ciudad alemana de Dresde. Recibe su nombre de la Semperoper, antiguamente teatro de la corte. 

## Entorno
Theaterplatz se encuentra junto a la calle Sophienstraße entre Postplatz y el puente de Augusto, elevándose sobre el Elba. Desde Theaterplatz, mirando hacia el puente de Augusto, se puede disfrutar de una panorámica del Elba, pudiendo incluso llegar a verse la Dresdner Heide (landas de Dresde), situada muy al norte. 

## Urbanización

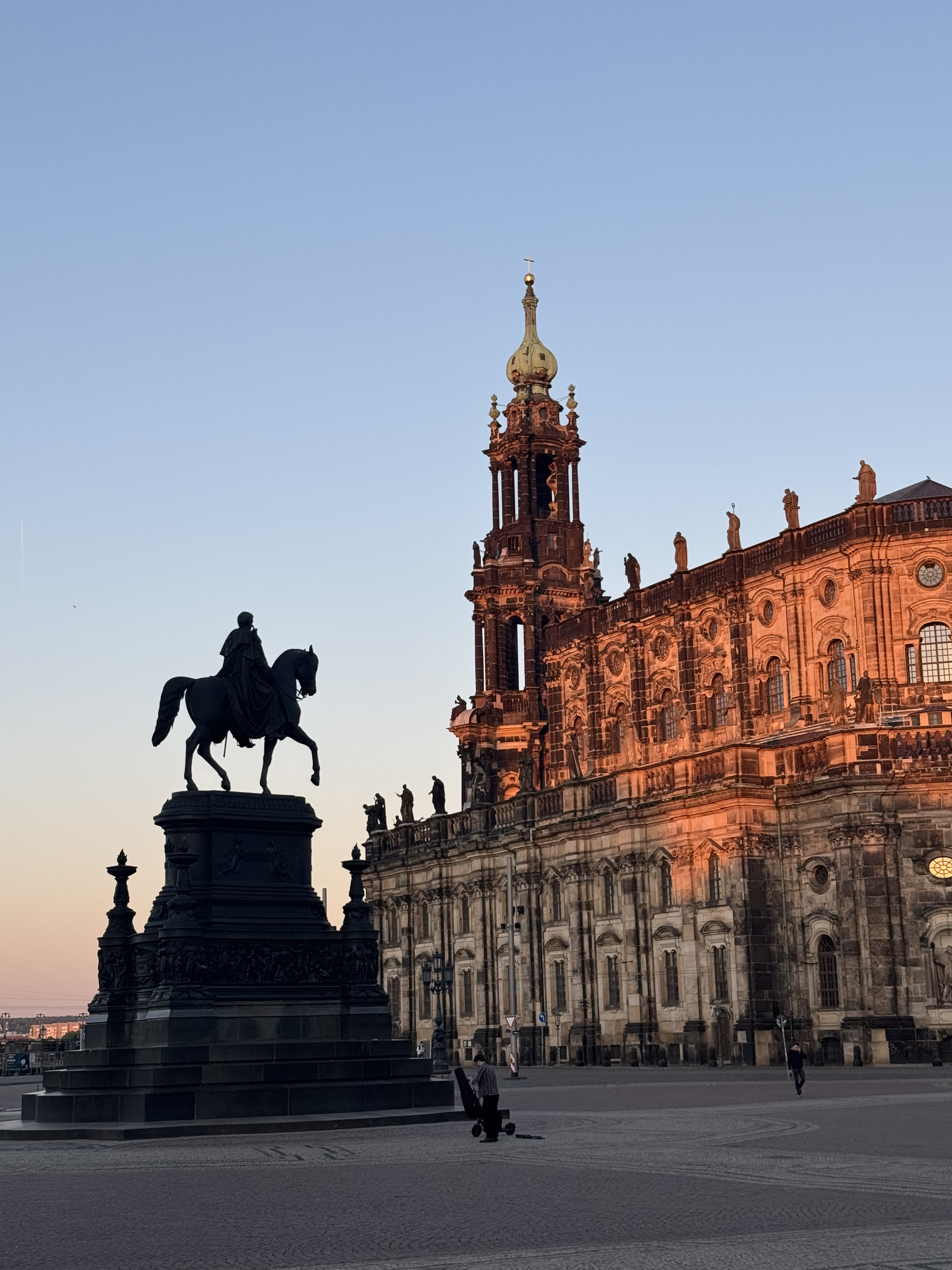
Estatua ecuestre del rey Juan al atardecer

Al contrario que las plazas de Altmarkt o Neumarkt, Theaterplatz no está propiamente dentro del núcleo histórico de la ciudad, sino que limita con la parte occidental de éste. En torno a la plaza apenas hay construcciones civiles.
Por el norte, el Palacete Italiano separa la plaza del Elba. Es uno de los edificios más recientes de la plaza y es obra del arquitecto Hans Erlwein. El origen de su nombre se remonta a los tiempos de la construcción de la Hofkirche, a cargo del arquitecto italiano Gaetano Chiaveri; en esta parte de la plaza es donde se habrían alojado los obreros y artistas traídos de Italia por Chiaveri. Desde Theaterplatz también se puede contemplar el Erlweinspeicher (un conocido almacén de principios del siglo XX).
La calle Sophienstraße, que delimita la plaza por el este al girar hacia el norte para cruzar por encima del puente de Augusto, separa también el Palacete Italiano de la Hofkirche, único edificio completamente barroco de la plaza. Un pequeño callejón separa dicha iglesia (desde 1980 catedral) del palacio Dresdner Residenzschloss, hasta 1806 lugar de residencia de los electores de Sajonia y de 1806 a 1918 de los reyes.

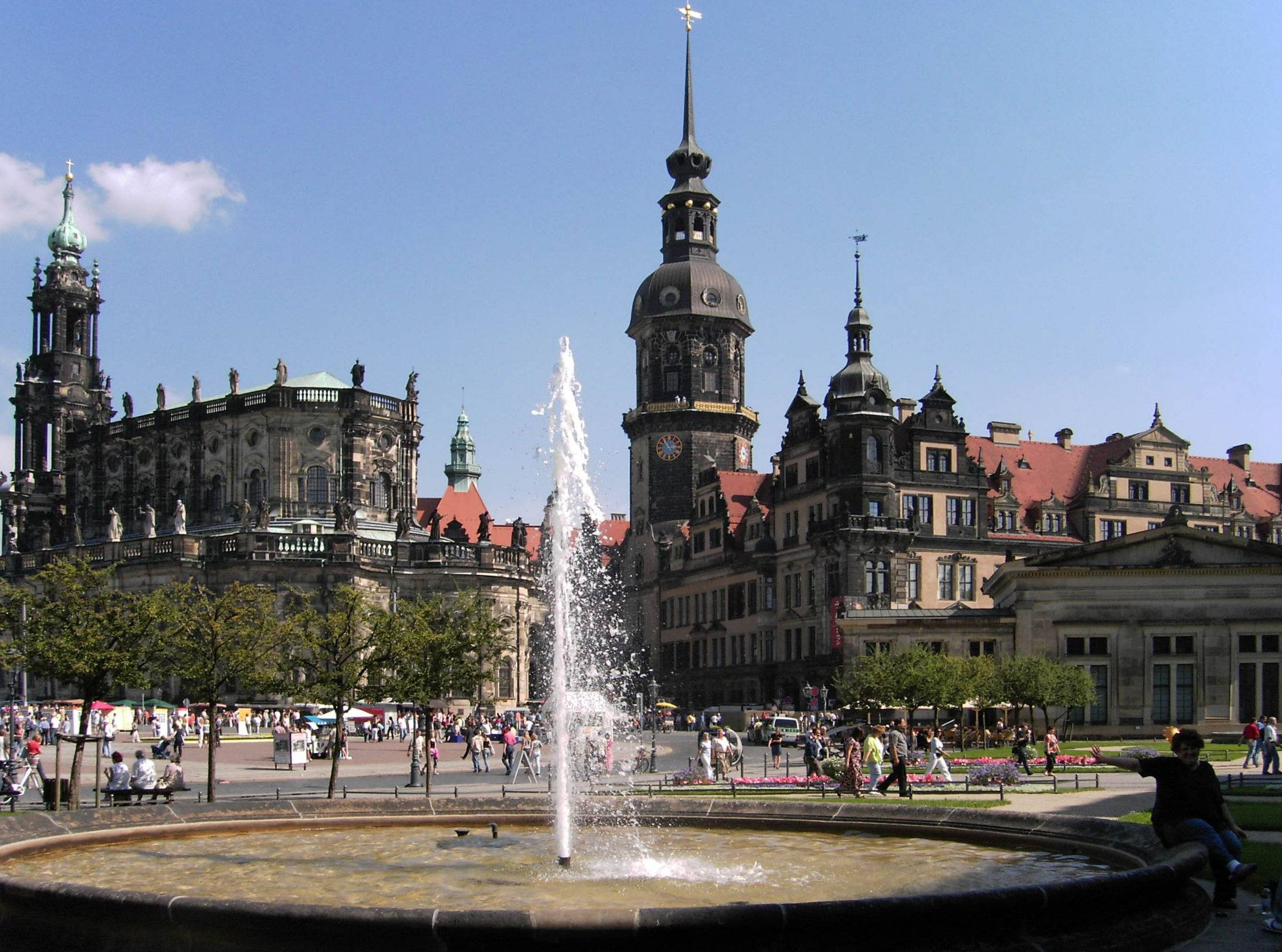
Hofkirche, Residenzschloss y Altstädter Wache

Sophienstraße separa asimismo el Residenzschloss del Zwinger y de la Altstädter Wache (literalmente “puesto de guardia de la Altstadt”, un edificio de arenisca con apariencia de templo jónico levantado en el siglo XIX). Este último, es obra de Karl Friedrich Schinkel. También neoclasicista es la fachada del Zwinger que da a la plaza; diseñada por Gottfried Semper, aloja desde su construcción la pinacoteca de los viejos maestros (Gemäldegalerie Alte Meister)
Al oeste de la plaza se sitúa la Semperoper, obra maestra de Gottfried Semper. Fue construida por primera vez entre 1838 y 1841, con estilo neorrenacentista. Tras su incendio el 21 de septiembre de 1869, el propio Semper con la ayuda de su hijo Manfred planificó la reconstrucción aunando esta vez elementos neorrenacentistas y neoclasicistas. Tras el bombardeo de la ciudad en la Segunda Guerra Mundial, se reconstruyó por tercera vez devolviéndole la forma que tenía justo antes de la guerra.

## Tráfico
El tráfico que atraviesa la plaza lo hace por Sophienstraße. Delante de la Hofkirche se encuentra la parada de tranvía Theaterplatz, por la que pasan las líneas 4, 8 y 9. La plaza tiene especial importancia como punto de partida de los autobuses que realizan tours turísticos por la ciudad. Por la plaza cruza otra calle que conecta Sophienstraße con Terrassenufer.
- Datos: Q471314
- Multimedia: Theaterplatz, Dresden / Q471314